# لشکر دهم زرهی (بریتانیا)
لشکر ۱۰ زرهی (انگلیسی: 10th Armoured Division) لشکر زرهی زیرمجموعه نیروی زمینی بریتانیا بود، که در سال ۱۹۴۱ تأسیس شد و در سال ۱۹۵۷ منحل گردید.